# Poddradio inom utbildning
Poddradio inom utbildning kan förenkla lärandet för många studenter. Vanliga användningsområden för poddradio i högre utbildningar är inspelade föreläsningar, gästföreläsningar, gruppresentationer, labbuppgifter och repetitioner.[källa behövs]

## Fördelar
En fördel med att använda poddradio i sin utbildningsplan är att vissa utbildningar helt kan bedrivas på webben.  Man kan alltså genom detta utöva distansstudier som enbart kräver förinspelade poddradioprogram som innehåller allt som en fysisk föreläsning hade kunnat ta upp. Även elever som har svårt att koncentrera sig kan ta del av informationen på valfri plats och tidpunkt, vilket kan underlätta studierna. Det kan dock också vara en stor fördel för elever som känner att de har lättare för skolan om de kan bedriva sina studier helt i egen takt.[källa behövs]

## Nackdelar
En nackdel med förinspelade föreläsningar är att eleven inte direkt kan komma med frågor eller reflektioner om det aktuella ämnet. Det är inte heller möjligt för eleven att få direkt feedback från läraren i och med att de inte befinner sig på samma plats. För de elever som är effektiva läsare och har lätt för att snabbt läsa igenom kurslitteratur så kan en ljud- eller videoinspelning snarare vara negativt. Man kan inte på samma sätt skumma igenom flera olika ljudfiler för att hitta nyckelord eller dylikt. 

## Förbättra poddradiokvalitén för undervisningen
En viktig aspekt är att försöka hålla poddsändningen så kort som möjligt. Med detta menas inte att man utesluter viktiga detaljer enbart med tanke på podcastens eventuella längd, men det kan vara bra att hålla sig kortfattad så att man bibehåller studentens uppmärksamhet. Något man även skall tänka på är att ju längre podcast man skapar, desto längre blir nedladdningstiden.
Det är absolut inte nödvändigt att ha tillgång till dyr professionell utrustning för att kunna sända poddradio. Dock skall man försöka utesluta störande bakgrundsljud och brus som kan få åhöraren att mista koncentrationen. Tänk även på att försöka vara naturlig och personlig istället för strikt och formell. Du kommer troligtvis finna studenternas uppmärksamhet på detta sätt. 
Det kan vara bra att påbörja sin podcast genom att snabbt presentera ämnet och dagens datum och sedan presentera dig själv för att åhörarna snabbt får en inblick i vad podcasten kommer att behandla och vad de kan ha för förväntningar 